# Onychium fragile
Onychium fragile là một loài dương xỉ trong họ Pteridaceae. Loài này được S.Verma & Khullar mô tả khoa học đầu tiên năm 1965.
Danh pháp khoa học của loài này chưa được làm sáng tỏ. 